# Daryl Impey
Daryl Impey (* 6. prosince 1984) je jihoafrický profesionální silniční cyklista jezdící za UCI ProTeam Israel–Premier Tech.
Je osminásobným mistrem své země v časovce jednotlivců a dvojnásobným v závodě s hromadným startem. Na mistrovství Afriky v silniční cyklistice získal v roce 2006 bronzovou medaili v časovce. Na mistrovství světa v silniční cyklistice získal v časovce družstev stříbrnou medaili v roce 2013 a bronzovou medaili v roce 2016. Dvakrát startoval na olympijských hrách, kde obsadil v individuálním závodě 40. místo v roce 2012 a 28. místo v roce 2016.
Vyhrál etapové závody Kolem Turecka (2009), Tour of Alberta (2014), Tour Down Under (2018 a 2019) a Czech Cycling Tour (2019). Na Critérium du Dauphiné v roce 2018 vyhrál bodové hodnocení.
V roce 2013 jel dvě etapy na Tour de France ve žlutém trikotu jako první africký závodník v historii. V roce 2019 získal po úniku svoje první etapové vítězství na TdF.